# えんホールディングス
株式会社えんホールディングスは、福岡県福岡市博多区に本社を置く、「エンクレスト」シリーズなどのデザイナーズマンションを中心とした不動産の開発・販売を行う不動産総合デベロッパーである。

## 概要
1989年11月に株式会社アビーロードとして設立。1996年11月に株式会社えんに商号変更。2016年7月に会社分割によりグループ体制に移行し、株式会社えんホールディングスに商号を変更した。株式会社えんホールディングスを持ち株会社としたグループ会社11社のグループ体制を敷いており、グループ内では主力としている不動産事業だけでなく、ホテル運営事業、システム開発・保守事業、Webメディア運営事業も手掛ける。2020年に、2階から3階部分にオフィスが入居する自社ビル「えん博多ビル」へ本社を移転した。同ビルは、グループ会社が運営するホテル「ホテルトラッド博多」も入居しており、オフィス機能とホテル機能を兼ね備えた複合ビルとなっている。

## 事業内容
福岡におけるデザイナーズマンションの先駆者として、福岡市内を中心に「エンクレスト」というブランド名で単身者向けマンションシリーズを展開し、福岡市と熊本市に124棟 11,750戸の供給実績を誇る。※2024年12月13日時点  

## 沿革[5]
- 1989年11月（平成元年）: 株式会社アビーロード設立（資本金500万円）
- 1996年3月（平成8年）: 資本金1000万円に増資
- 1996年11月（平成8年）: 株式会社えんに社名変更、福岡市中央区赤坂に本社移転
- 1997年3月（平成9年）: 原田透が代表取締役に就任
- 1998年6月（平成10年）: 資本金2,000万円に増資
- 1999年6月（平成11年）: 東京支店（東京都新宿区）開設
- 1999年8月（平成11年）: 宅地建築取引業免許を建設大臣免許に変更
- 2000年1月（平成12年）: 福岡都心部で「エンクレスト」ブランドの自社物件販売開始
- 2000年5月（平成12年）: 本社を福岡市中央区大名に移転
- 2002年8月（平成14年）: マンション管理業者の登録
- 2002年10月（平成14年）: 大阪中小企業投資育成株式会社と新株予約権付社債契約を締結
- 2004年12月（平成16年）: 東京支店を東京都千代田区に移転
- 2008年12月（平成20年）: 第二種金融商品取引業の登録
- 2010年1月（平成22年）: 資本金1億円に増資
- 2012年1月（平成24年）: 天神西通り店開設
- 2014年5月（平成26年）: 東京支店を東京都中央区日本橋に移転
- 2016年7月（平成28年）: 会社分割によりグループ体制へ移行、株式会社えんホールディングスに商号変更
- 2017年10月（平成29年）: 株式会社保証設立
- 2018年7月（平成30年）: 株式会社えんホテルトラッド／株式会社えんインベストメントバンコク設立
- 2018年10月（平成30年）: 株式会社えんインベストメントジャパン設立
- 2019年5月（令和元年）: 株式会社えんメディアネット設立
- 2020年5月（令和2年）: 「えん博多ビル」に本社移転
- 2021年4月（令和3年）: 不動産特定共同事業の許可取得
- 2021年6月（令和3年） 不動産投資クラウドファンディングサービス「えんfunding」をスタート [6]
- 2021年12月（令和3年）: 賃貸住宅管理業者の登録
- 2023年6月（令和5年）: 特定建設業の許可取得

## グループ会社
2016年に会社分割し各事業部門を100％子会社とするグループ体制へ移行した。以下は2024年12月現在のグループ企業の一覧である。

### グループ会社一覧[7]

#### 不動産事業
- 株式会社えん
- 株式会社えん賃貸管理
- 株式会社えん建物管理
- 株式会社えんコーポレーション
- 株式会社えんインベストメントジャパン
- 株式会社えんインベストメントバンコク
- 株式会社保証

#### ホテル宿泊事業
- 株式会社えんホテルトラッド

#### システム開発・保守事業
- 株式会社えんシステム

#### メディア運営事業
- 株式会社えんメディアネット

## 拠点
- 本社：福岡市博多区住吉3丁目12番1号 えん博多ビル [8][9]2020年5月に完成した本社ビルとホテルの複合施設。壁面緑化やビル周辺には四季折々の植栽が100種類以上植えられ、季節ごとに年間を通して楽しめる庭を演出している。また、都市ガスから電気と熱を効率的に取り出すガスコージェネレーションを採用することで、環境負荷の軽減にも寄与している。12階建てのビルはグループ会社が運営する「ホテルトラッド博多」を併設しており、2階から3階までがえんホールディングスグループのオフィス、4階から12階までがホテルの客室として利用されている。従業員への福利厚生の一環として、従業員同士の交流を促進するためのスペースが屋内外に設けられている。
- 東京支店：東京都中央区日本橋2丁目3-4 日本橋プラザビル11階

## スポンサー活動

### プロスポーツチーム[10]
- 福岡ソフトバンクホークス - 2023年シーズンからユニフォームスポンサー契約を締結しており、2024年11月現在ユニフォーム右袖に「エンクレスト」のロゴマークが掲出されている。
- アビスパ福岡 - 2023年シーズンより、ベスト電器スタジアムメインスタンド壁面に「エンクレスト」のロゴマークが掲出されている。
- ACT SAIKYO (山口県に本拠地を置く女子実業団のバドミントンチーム)  - チームのトップスポンサーを務めている。

### プロゴルファー
- 福田真未
- 後藤未有
- 北田瑠衣
- 鈴木優大

## 関連人物[1]
- 石原和幸(エンクレスト内の植栽デザインを担当している)
- 平松宇造(エンクレスト内のエントランスアートを制作している)